# Рейнолдс, Джек (футболист, 1881)
Джон Ре́йнолдс (англ. John Reynolds; 23 сентября 1881, Манчестер — 8 ноября 1962, Амстердам), более известный как Джек Рейнолдс (англ. Jack Reynolds) — английский футболист и тренер.

## Биография

### Карьера игрока
Джек Рейнолдс родился в английском городе Манчестер в 1881 году. Профессиональную карьеру начал в «Манчестер Сити», за который не провёл ни одного официального матча. В 1903 году Рейнолдс перешёл в «Бертон Юнайтед», где провёл за один год 32 матча и забил 3 мяча. Следующий сезон Джек провёл в клубе второго английского дивизиона «Гримсби Таун», в котором регулярно играл в основном составе. В последующие годы Рейнолдс выступал за различные клубы из Англии: «Шеффилд Уэнсдей», «Уотфорд», «Нью Бромптон» и «Рочдейл».

### Тренерская карьера
Свою тренерскую карьеру Рейнолдс начал в швейцарском «Санкт-Галлене» в 1912 году. Спустя два года Джек должен был стать главным тренером сборной Германии, но начавшаяся Первая мировая война помешала этому, и Джек вместо этого стал тренером сборной Нидерландов.
В 1915 году Рейнолдс стал главным тренером «Аякса», в истории которого оставил след. Во время его трёх пребываний в клубе (1915—1925, 1928—1940, 1945—1947), «Аякс» восемь раз выиграл национальный чемпионат и один Кубок Нидерландов. После завершения карьеры тренера в 1947, Рейнолдс жил в Амстердаме вплоть до своей смерти в 1962 году. Спустя три года стадион «Де Мер» был назван в его честь.

## Достижения
- Чемпион Нидерландов (8): 1918, 1919, 1931, 1932, 1934, 1937, 1939, 1947
- Обладатель Кубка Нидерландов: 1917